# Operatie Hoffnung
Operatie Hoffnung  was de codenaam voor een Duitse militaire operatie in de Barentszzee.

## Geschiedenis
Om het geallieerde scheepvaartverkeer naar de noordelijke Russische havens te verhinderen, besloten de Duitsers op de route zeemijnen te leggen. Op 5 november 1942 werd deze operatie door de zware kruiser Admiral Hipper en enkele torpedobootjagers uitgevoerd. De mijnenlegoperatie had weinig succes. Er zonk slechts één Russische tanker.